# Dembiya (woreda)
Pour la province historique, voir Dambya.
Dembiya est un des 105 woredas de la région Amhara, en Éthiopie.